# Riku Handa
Riku Handa (japanisch 半田 陸 Handa Riku; * 1. Januar 2002 in Kaminoyama) ist ein japanischer Fußballspieler.

## Karriere
Handa erlernte das Fußballspielen in der Jugendmannschaft von Montedio Yamagata. Der Verein, der in der Präfektur Yamagata beheimatet ist, spielte in der zweiten japanischen Liga. Als Jugendspieler kam er 2019 fünfmal in der zweiten Liga zum Einsatz. Seinen ersten Profivertrag unterschrieb er bei Yamagata am 1. Februar 2020. Nach insgesamt 94 Zweitligaspielen wechselte er im Januar 2023 nach Suita zum Erstligisten Gamba Osaka. Am 24. November 2024 stand er mit Gamba im Endspiel des Kaiserpokals. Hier verlor man 1:0 gegen Vissel Kōbe.
Gamba Osaka
- Japanischer Pokalfinalist: 2024